# 胡羽翔
胡羽翔（1998年5月22日—），广东东莞人，中国女子羽毛球运动员。

## 簡歷
2016年7月，胡羽翔代表中國參加在泰國曼谷舉行的亞洲青年羽毛球錦標賽奪得混合團體冠軍，並與周昊东合作贏得混合雙打比賽季軍。同年11月，二人又參加西班牙畢爾包舉行的世界青年羽毛球錦標賽，贏得混合雙打比賽亞軍。

## 主要比賽成績
只列出曾進入準決賽的國際賽事成績：
| 年份   | 賽事                 | 公開賽級別 | 項目     | 搭檔   | 成績 |
| ------ | -------------------- | ---------- | -------- | ------ | ---- |
| 2016年 | 中國羽毛球國際挑戰賽 | 國際挑戰賽 | 女子雙打 | 徐涯   | 亞軍 |
| 2016年 | 亞洲青年羽毛球錦標賽 | 其他       | 混合團體 | －     | 冠軍 |
| 2016年 | 亞洲青年羽毛球錦標賽 | 其他       | 混合雙打 | 周昊东 | 季軍 |
| 2016年 | 世界青年羽毛球錦標賽 | 其他       | 混合團體 | －     | 冠軍 |
| 2016年 | 世界青年羽毛球錦標賽 | 其他       | 混合雙打 | 周昊东 | 亞軍 |

| 2007-2017年 | 首要超級賽 | 超級賽 | 黃金大獎賽 | 大獎賽 | 國際挑戰賽 | 國際系列賽 | 未來系列賽 | 其他 |

| 2018-2026年 | 總決賽 | 超級1000賽 | 超級750賽 | 超級500賽 | 超級300賽 | 超級100賽 | 國際挑戰賽 | 國際系列賽 | 未來系列賽 | 其他 |